# Mirmiran
Mirmiran (turecky: mirmiran) byl vojenský titul používaný v Osmanské říši pro pašu, který řídil ejálet. Titul je přirovnatelný k titulu beylerbey. Původně tento titul mohli mít pouze dva pašové – vládce Kjustendil (mirmiran z Rumelie) a vládce Erzurumu (mirmiran z Anatolie). Nicméně později titul drželo i 20 pašů současně. Mir-mir-an v překladu znamená „velitel velitelů“. 
Tento vojenský titul pochází z perské etymologie a je obdobný k titulu Šahanšáh. 
Funkce mirmirana byla ovlivněna přáním sultána a lokací. Plat se pohyboval od 650 tisíc akçe (Bosenský ejálet) do 1 100 000 akçe (Rumélie). Mirmiran směl používat povoz s dvěma koňmi. 